# Célestin Hakizimana
Célestin Hakizimana (ur. 14 sierpnia 1963 w Kigali) – rwandyjski duchowny katolicki, biskup Gikongoro od 2015.

## Życiorys
Święcenia kapłańskie otrzymał 21 lipca 1991 i inkardynowany został do archidiecezji Kigali. Po krótkim stażu wikariuszowskim pełnił funkcje diecezjalnego reprezentanta ds. edukacji katolickiej i dyrektora krajowego Centrum św. Pawła. Podczas ludobójstwa w 1994 roku uratował w tym centrum w Kigali 2000 Tutsi, którzy zostali następnie ewakuowani przez RPF. W latach 1998–2003 kierował organizacją GEMECA, a w latach 2003–2010 odbył doktoranckie studia w Neapolu. Po powrocie do kraju został wybrany sekretarzem generalnym rwandyjskiej Konferencji Episkopatu.
26 listopada 2014 papież Franciszek mianował go ordynariuszem diecezji Gikongoro. Sakry udzielił mu 24 stycznia 2015 metropolita Kigali - arcybiskup Thaddée Ntihinyurwa.